# Franco Soresini
Franco Soresini (Cremona, 25 giugno 1920 – Milano, 3 aprile 2012) è stato uno storico e scrittore italiano.

## Biografia
Tre grandi aziende: Magneti Marelli, Olivetti e Honeywell Italia lo hanno avuto per collaboratore tecnico nei settori dei ponti radio e della informatica, sin dalle sue origini.
È riuscito, per decenni, a compendiare il mondo del lavoro con l'attività didattica, come insegnante prima e come preside, poi, dell'Istituto Radiotecnico A. Beltrami di Milano. Ha attuato, con appassionata opera di divulgazione, la pubblicazione di oltre quaranta libri e svariate decine di articoli, anche a puntate, su molte riviste del settore. Tra i volumi, basti ricordare la poderosa “Storia del calcolo automatico” edita nel 1977 per conto della Confindustria, arrivando alla recente collaborazione, per il settore comunicazione, dell'Enciclopedia Scientifica edita dal quotidiano Il Giornale.
Altre pubblicazioni sono state editate da Mondadori, BE-MA, Ilte, ARM, Ciancimino, Il Rostro, ecc., così come moltissimi articoli sono apparsi su periodici di settore. Notevole il numero di Mostre storico-tecniche realizzate, spesso in occasione di rievocazioni: Volta, Marconi e altre tematiche specifiche.
Famosi i saloni storico-tecnici attivati presso la Fiera di Milano per il MIFED e lo SMAU con sei classiche tematiche che hanno stimolato grande interesse in materia.
Numerose altre Mostre sotto l'egida dell'ARI, della AIRE (di cui fu Presidente onorario) e dell'ASMU per quanto riguarda la burotica.
Da ricordare la collaborazione con Enel, Stipel, Telecom Italia e gli Enti Militari (Trasmissioni).
Per quanto riguarda i Musei, deve essere citata la collaborazione con Museo Galileo di Firenze, Museo delle Poste e delle Telecomunicazioni di Roma, Fondazione Marconi (dove ha sede il “Fondo Soresini”), Museo della Rai di Torino, ex Museo SIRTI, ora a Pavia, Museo Applicazioni Elettriche, pure a Pavia, Museo Nazionale degli Strumenti per il Calcolo di Pisa, Museo di Fisica a Bologna. Soprattutto va ricordata la cinquantennale collaborazione col Museo Nazionale della Scienza e della Tecnologia "Leonardo da Vinci", di Milano.
Il 28/12/2006 viene insignito dal Presidente della Repubblica della onorificenza di Ufficiale della Repubblica.

## Opere
- "Pronto: Qui Milano", ILTE
- "La Radio in Aeronautica", Monografia Rivista Aeronautica
- "Storia del Calcolo Automatico", Confindustria
- "Volta e le Telecomunicazioni", ARI
- "Dal quipu al chip", SMAU
- "Alessandro Volta", BEMA
- "La radio", BEMA
- "La Voce", SMAU
- "Oltre la Voce", SMAU
- "Telefoni", BEMA
- "Voce nello spazio", SMAU
- "Una comunicazione lunga un secolo", Museo Scienza e Tecnologia Milano
- "Epopea della radio –storia di un uomo", A.R.M
- "Radio d'Epoca", Mondadori
- "La memoria artificiale", SMAU
- "Segnali sopra e sotto l'Atlantico", AIRE
- "Le radio del generale Nobile", AIRE
- "Le origini della TV in Italia", AIRE
- "La radio e l'epica spedizione della marina nel Benadir", AIRE
- "Di tubo in tubo", AIRE
- "Ali e Onde” la radio aeronautica e l'Istituto Beltrami ", AIRE
- "Aurelio Beltrami, Storia di un Istituto Nascita di una Fondazione"
- "Arturo Recla, Pioniere della Radio e della Televisione"

| Controllo di autorità | VIAF (EN) 313545670 · SBN LO1V022245 |